# 5e régiment de tirailleurs algériens
Le 5e régiment de tirailleurs algériens était un régiment d'infanterie appartenant à l'Armée d'Afrique qui dépendait de l'armée de terre française.
 Créé en 1913 il est dissous en 1940.
Recréé de 1951 à 1961 comme 5e B.T (bataillon de tirailleurs) puis en 1961 comme 5e R.T (régiment de tirailleurs), il est dissous en 1962.

## Création et dénominations
Le 5e régiment de tirailleurs algériens est :
- créé en 1913 ;
- dissous en 1940 ;
- recréé en 1951 comme 5e bataillon de tirailleurs ;
- dénommé en 1961 5e régiment de tirailleurs;
- dissous en 1962.

## Colonelset chefs de corps
Campagne 14-18:
- 1918 : lieutenant-colonel Fournié.

Camapagne 39-40:
- Louis Fourvel

## Historique des garnisons, combats et batailles du5eRTA
- Garnisons : Dellys en 1913, Alger et Dellys en 1951.
- Campagnes : France, Maroc, Algérie.

### Avant 1914
En 1913 de nouveaux régiments sont formés :
- 5e RTA, formé par le 1er RTA,
- 6e RTA, formé par le 2e RTA,
- 7e RTA, formé par le 3e RTA,
- 8e RTA, formé par le 4e RTT,
- 9e RTA, formé par le 1er RTA.

Position avant la déclaration de guerre du 5e Tirailleurs : à Dellys. Le 1er bataillon est au Maroc Occidental, le 2e bataillon à Maison Carrée à 12 km d'Alger et Tizi Ouzou, le 3e bataillon au Maroc Occidental.

#### Affectations

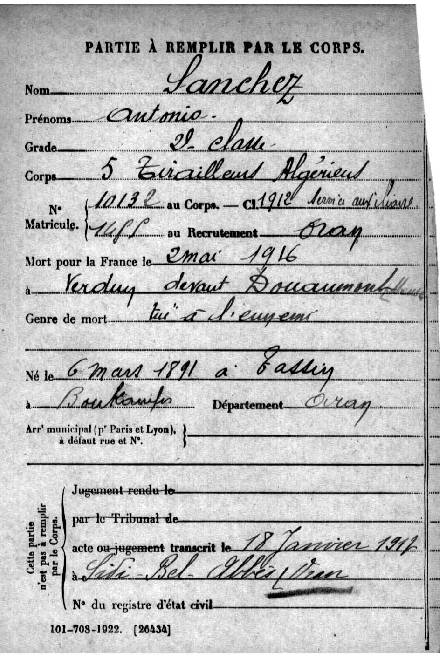
Certificat de décès d'Antonio Sanchez, soldat de 2e Classe au 5e régiment de tirailleurs algériens, Pied-Noir né dans le département français d'Oran, mort pour la France, « tué par l'ennemi » à la bataille de Verdun le 5 mai 1916 à l'âge de 25 ans.

### Première Guerre mondiale

#### 1914
En 1914 il y avait 9 régiments de tirailleurs algériens (qu'on appelait aussi régiments de tirailleurs indigènes depuis 1912).

Les régiments changent de nom constamment au cours de la guerre :

En août 1914, les Bataillons du 5e R.T.A étaient répartis de la manière suivante:

1er et 2e Bataillons rejoignent la Métropole.

Le 3e Bataillon reste au Maroc.

#### 1915
En mai 1915, le 1er Bataillon du 5e R.T.A était encore au 7e régiment de marche de tirailleurs (2e brigade du Maroc, division marocaine), donc en Artois. Il ne passe au 1er régiment de marche de tirailleurs que le 20 janvier 1916.
 Il passera enfin au 5e régiment de marche de tirailleurs par décision du 13 décembre 1917 du général commandant les armées du nord et du nord-est, trois nouveaux régiments de marche furent créés.

#### 1918
Le 5e R.M.T constitué à la date du 18 janvier 1918 avec le 1er Bataillon formé par l'ancien 1er Bataillon du 5e R.T. À qui était passé au 1er régiment de marche de Tirailleurs.
 Et deux bataillons de jeunes recrues le 6e Bataillon du 5e R.T.A et le 11e Bataillon du 5e R.T.A, sous les ordres du lieutenant-colonel Fournié, le 3 février 1918 il est rattaché à la 17e Division d'Infanterie.
 Il passera ensuite aux 126e D.I, 10e D.I.C, 34e D.I puis 74e D.I

Il a participé à trois offensives le 10 au 23 août 1918, Oise, massif de Thiescourt. Le 26 septembre au 16 octobre 1918, Champagne.
La prise des tranchées d'Alsace-Lorraine, de Sainte-Odile et de Ludwig, prise du bois Macherin, conquête des ouvrages d'Olmùtz et de Prague le 26 septembre; conquête des ouvrages au Nord-Est de l'ouvrage de Prague, du Bois-Sans-Nom, et du village de Bougainville, du 27 au 30 septembre; passage de l'Aisne, enlèvement du plateau du Télégraphe, le 14 octobre; le 30 octobre au 4 novembre 1918: Offensive de l'Aisne. Prise du plateau de la Croix-Dariq, le 1er novembre, occupation de Belleville, de Châtillon-sur-Bar, de Brieulle le 3 novembre.
 Il recevra deux citations à l'ordre de l'armée.

### Entre-deux-guerres
Le régiment est envoyé à Vitry-le-François, après l'armistice il occupe l'Alsace un secteur du Rhin à l'est de Dessenheim près de Neuf-Brisach.

La période du 29 janvier au 16 mars 1919, le 5e R.M.T appartient à la 45e D.I et se trouve dans la région de Wallertheim-Mayence.

La période du 17 mars au 11 août 1919, le 5e R.M.T appartient à la 38e D.I il revient dans la région de Strasbourg.

Ensuite le 12 août, il relève dans la région de Coblentz à Andernach une Division Américaine, puis le 8 septembre dans la région de Mayence (Kreutznach).

En décembre 1919 il deviendra le 25e régiment de Tirailleurs.

Une décision du 10 décembre 1919 il est prescrit alors de former à nouveau, en Algérie donc il est recréé le 5e R.T.A. dans la province d'Alger.

En 1925-1926, le Régiment combat au Maroc lors de la Guerre du Rif.
En 1939, avant la mobilisation, en Afrique du Nord, le 19e corps d'armée est ainsi composé :
- Division d'Alger :
  - 1re Brigade d'Infanterie Algérienne, Alger :
    - 9e Zouaves, Alger, Aumale, Fort-National ;
    - 13e Tirailleurs Sénégalais, Alger, Koléa, Orléansville.

  - 5e Brigade d'Infanterie Algérienne, Blida :
    - 1er Tirailleurs Algériens, Blida, Cherchell, Laghouat ;
    - 5e Tirailleurs Algériens, Maison-Carrée, Alger, Dellys ;
    - 9e Tirailleurs Algériens, Miliana, Koléa, Ténes.
- Division d'Oran :
  - 2e Brigade d'Infanterie Algérienne, Oran :
    - 2e Zouaves, Oran, Nemours ;
    - 13e Tirailleurs Sénégalais, un bataillon à Oran ;
    - 1er Étranger.

  - 4e Brigade d'Infanterie Algérienne, Tiemcen :
    - 2e Tirailleurs Algériens, Mostaganem, Tiaret, Mascara ;
    - 6e Tirailleurs Algériens, Tiemcem, Oran, Marnia.
- Division de Constantine :
  - 3e Brigade d'Infanterie Algérienne, Constantine :
    - 3e Zouaves, Constantine, Philippeville, Sétif ;
    - 15e Tirailleurs Sénégalais, Philippeville, Djidjelli, Biskra.

  - 7e Brigade d'Infanterie Algérienne, Constantine :
    - 3e Tirailleurs Algériens, Bône, Souk-Ahras ;
    - 7e Tirailleurs Algériens, Constantine, Guelma, Batna ;
    - 11e Tirailleurs Algériens, Sétif, Bougie.

### Seconde Guerre mondiale
Régiment d'active à la mobilisation de 1939, il forme notamment le 18e Régiment de Tirailleurs Algériens, régiment de réserve.

## Inscriptions portées sur le drapeau du régiment
Il porte, cousues en lettres d'or dans ses plis, les inscriptions suivantes :
- Verdun 1916
- Picardie 1918
- Montfaucon 1918
- Maroc 1925-1926

## Décorations
Sa cravate est décorée de la Croix de guerre 1914-1918  avec 2 palmes ( deux citations à l'ordre de l'armée).

Il a le droit au port de la fourragère aux couleurs du ruban de la Croix de guerre 1914-1918.

## Devise
Dieu est le plus grand.

## Insigne
Sur fond bleu, un livre ouvert portant, en caractères arabes, la formule religieuse la plus connue dite « Takbîr » (Allahou akbar / Dieu est le plus grand) entouré d'un croissant. Le tout broché d'un sabre oriental traversant un chiffre 5 rouge.

## Personnages célèbres ayant servi au5eRTA
- Maurice Duprez (1891-1943), officier des troupes sahariennes, y sert en 1919-1920.
- Roland Lefranc (1931-2000), artiste peintre normand, y sert de 1954 à 1956[2].

## Sources et bibliographie
- Anthony Clayton, Histoire de l'Armée française en Afrique 1830-1962, Albin Michel, 1994
- Robert Huré, L'Armée d'Afrique: 1830-1962, Charles-Lavauzelle, 1977